# Mohamed Ayoub Ferjani
Pour les articles homonymes, voir Ferjani.
Mohamed Ayoub Ferjani, né le 27 juillet 1986, est un escrimeur et arbitre d'escrime tunisien. Il est multiple médaillé des championnats d'Afrique d'escrime, aussi bien à l'épée qu'au fleuret.

## Carrière
Absent du circuit de la coupe du monde, il ne participe, avec l'équipe de Tunisie, qu'aux championnats continentaux. Il prend part aux championnats du monde en 2007, à Saint-Pétersbourg, où il finit 109e au fleuret et 129e à l'épée, ainsi qu'en 2015 à Moscou, où il se classe 25e au fleuret.
Il est maître d'armes à l'Escrime Club de Trappes, au Cercle d'escrime versaillais, et enseigne aussi le fleuret à l'Association sportive de Montigny-le-Bretonneux. Arbitre international au fleuret, il a été désigné deuxième meilleur arbitre au monde pour cette arme en 2012, 2013 et 2014.
Il participe aux Jeux olympiques d'été de 2016 à Rio de Janeiro et termine 29e de l'épreuve du fleuret individuel masculin.

## Famille
Il est le frère des escrimeurs Farès Ferjani et Ahmed Ferjani. Leur père Salah Ferjani est un arbitre d'escrime international.

## Palmarès
- Championnats d'Afrique d'escrime (individuel)
  -  Médaille d'or au fleuret aux championnats 2015 au Caire
  -  Médaille d'or au fleuret aux championnats 2013 au Cap
  -  Médaille d'argent au fleuret aux championnats 2018 à Tunis
  -  Médaille de bronze à l'épée aux championnats 2019 à Bamako
  -  Médaille de bronze au fleuret aux championnats 2014 au Caire
  -  Médaille de bronze à l'épée aux championnats 2011 au Caire
  -  Médaille de bronze à l'épée aux championnats 2009 à Dakar
  -  Médaille de bronze au fleuret aux championnats 2009 à Dakar
  -  Médaille de bronze à l'épée aux championnats 2008 à Casablanca
  -  Médaille de bronze à l'épée aux championnats 2006 à Casablanca
  -  Médaille de bronze au fleuret aux championnats 2006 à Casablanca
- Championnats d'Afrique d'escrime (par équipes)
  -  Médaille d'argent au fleuret aux championnats 2014 au Caire
  -  Médaille d'argent au fleuret aux championnats 2013 au Cap
  -  Médaille d'argent au fleuret aux championnats 2012 à Casablanca
  -  Médaille d'argent à l'épée aux championnats 2011 au Caire
  -  Médaille d'argent au fleuret aux championnats 2011 au Caire
  -  Médaille d'argent au fleuret aux championnats 2009 à Dakar
  -  Médaille d'argent à l'épée aux championnats 2009 à Dakar
  -  Médaille d'argent à l'épée aux championnats 2010 à Tunis
  -  Médaille d'argent à l'épée aux championnats 2008 à Casablanca
  -  Médaille de bronze au fleuret aux championnats 2010 à Tunis
- Jeux africains (individuel)
  -  Médaille d'argent au fleuret aux jeux 2019 à Rabat
  -  Médaille de bronze au fleuret aux jeux 2015 à Brazzaville
  -  Médaille de bronze au fleuret aux jeux 2007 à Alger
  -  Médaille de bronze à l'épée aux jeux 2007 à Alger
- Jeux africains (par équipes)
  -  Médaille d'argent au fleuret aux jeux 2019 à Rabat
  -  Médaille d'argent au fleuret aux jeux 2015 à Brazzaville
  -  Médaille d'or au fleuret aux jeux 2007 à Alger
  -  Médaille d'or à l'épée aux jeux 2007 à Alger

## Classement en fin de saison
Au fleuret :
| Année | 2007 | 2008 | 2009 | 2010 | 2011 | 2012 | 2013 | 2014 | 2015 | 2016 | 2017 | 2018 | 2019 |
| ----- | ---- | ---- | ---- | ---- | ---- | ---- | ---- | ---- | ---- | ---- | ---- | ---- | ---- |
| Rang  | 62   | 71   | 51   | 82   | 91   | 100  | 35   | 54   | 35   | 43   | 74   | 44   | 49   |